# Heinz Zemanek
Heinz Zemanek (Vienna, 1º gennaio 1920 – Vienna, 16 giugno 2014) è stato un informatico austriaco.
È stato un pioniere dei computer austriaco che ha guidato lo sviluppo, dal 1954 al 1958, di uno dei primi computer a transistor completi nel continente europeo. Il computer è stato soprannominato Mailüfterl - tedesco per "May Breeze" - in riferimento a Whirlwind, un computer sviluppato al MIT tra il 1945 e il 1951.

## Vita
Heinz Zemanek frequentò una scuola secondaria a Vienna e conseguì la maturità nel 1937. Iniziò quindi a studiare all'Università di Vienna. Nel 1940, Zemanek fu arruolato nella Wehrmacht, dove prestò servizio in una "unità di comunicazione" e anche come insegnante in una scuola dei servizi di intelligence. Tornato a studiare la tecnologia radar ha conseguito il diploma di laurea nel 1944 con l'aiuto del professore dell'Università di Stoccarda Richard Feldtkeller (1901–1981).
Dopo la guerra Zemanek lavorò come assistente all'università e conseguì il dottorato di ricerca nel 1951 sui metodi di multiproprietà nella telegrafia multiplex. Nel 1952 ha completato l'URR1 (Universal Relais Rechner 1, ovvero Universal Relay Computer 1). È morto all'età di 94 anni il 16 luglio 2014.
Il professor Zemanek si unì ai Boy Scout nel 1932 e prestò servizio come capo scout, segretario internazionale dell'Austria dal 1946 al 1949 e commissario internazionale dei Pfadfinder Österreich dal 1949 al 1954.

## Il laboratorio di Vienna
L'IBM Laboratory Vienna, noto anche come Vienna Lab, è stato fondato nel 1961 come dipartimento dell'IBM Laboratory a Böblingen, in Germania, con il professor Zemanek come primo manager. Zemanek rimase con il Vienna Lab fino al 1976, quando fu nominato IBM Fellow. È stato cruciale nella creazione della definizione formale del linguaggio di programmazione PL/I.
Per diversi anni Zemanek è stato docente presso l'Università della Tecnologia di Vienna, che dispone di un'aula magna intitolata a suo onore. È stato anche membro di lunga data della Federazione internazionale per l'elaborazione delle informazioni, di cui è stato presidente dal 1971 al 1974.

## Onori e premi
- Croce d'onore austriaca per la scienza e l'arte, 1ª classe (2005)[4]
- Decorazione in oro per i servizi alla città di Vienna
- Medaglia Joseph Johann Ritter von Prechtl dell'Università tecnica di Vienna
- Medaglia Leonardo da Vinci della Società Europea per la Formazione degli Ingegneri
- Medaglia Wilhelm Exner (1972).
- Medaglia Rudolf Kompfner della Facoltà di ingegneria elettrica e tecnologia dell'informazione presso l'Università tecnica di Vienna (2010)
- Membro dell'Accademia europea delle scienze e delle arti[5]
- Eroe dell'Uzbekistan
- Anello d'onore Eduard Rhein (Fondazione Eduard Rhein, 1998)[6][7]
- A lui è stato intitolato Heinz-Zemanek-Preis, un premio per straordinari risultati nel campo dell'informatica
- Kardinal-Innitzer-Preis (2003) – per i successi della sua vita